# Obiekt Sakurai
Obiekt Sakurai (V4334 Sagittarii) – gwiazda zmienna znajdująca się w konstelacji Strzelca, w odległości 11 400 lat świetlnych od Ziemi. V4334 Sagittari została odkryta 20 lutego 1996 roku przez Yukio Sakurai, japońskiego astronoma amatora.
Gwiazda ta jest 10 000 razy jaśniejsza od Słońca, a jej temperatura powierzchni dochodzi do 12 000°C. Obiekt Sakurai otacza kulista mgławica. Jest ona zbudowana z amorficznego węgla i gwałtownie rośnie. Obiekt ten daje możliwość badania nowo powstającego dysku gwałtownie się rozszerzającego. W 2007 roku dysk wokół gwiazdy rozszerzył się od 10 miliardów km do 75 miliardów km.